# Subtraktive Farbmischung

Simulation mit drei Farbfiltern in den Primärfarben Gelb, Magenta und Cyan, teilweise übereinander liegend. In der Mitte, wo alle drei Filter hintereinander liegen, wird das Licht vollständig absorbiert und es entsteht Schwarz

Subtraktive Farbmischung (auch subtraktive Farbsynthese oder physikalische Farbmischung) entsteht, wenn von einer Lichtquelle bestimmte Anteile ihres Farbspektrums entfernt, also subtrahiert werden. Sie entsteht bei der unvollständigen Reflexion oder Remission von Licht durch die Oberfläche eines Körpers oder bei dem unvollständigen Durchgang von Licht durch einen Farbfilter (Transmission). Der resultierende Farbreiz ist das von der Oberfläche bzw. dem Filter nicht-absorbierte, also das reflektierte oder hindurchgelassene Licht.
Man spricht dagegen von additiver Farbmischung, wenn der Farbreiz durch Hinzufügen von Anteilen zum Farbspektrum einer Lichtquelle entsteht.

## Physikalischer Vorgang und Begriff
Die subtraktive Farbmischung kann nicht durch einfache Umkehr der additiven Farbmischung erklärt werden. Im Gegensatz zur additiven Farbmischung, einer physiologischen Farbmischung, handelt es sich um einen reinen physikalischen Vorgang, auch physikalische Farbmischung genannt, der von der Farbwahrnehmung unabhängig ist. Es findet eine Änderung des Lichtspektrums bzw. des Farbreizes statt, während dessen physiologisch farbige Wirkung (Farbvalenz) auf der in Auge und Gehirn stattfindenden additiven Farbmischung beruht.
Das veränderte Lichtspektrum ist das Ergebnis der spektralen Remissionsgrade (Maß für reflektiertes Licht) und Transmissionsgrade (Maß für durchgelassenes Licht). Das Produkt dieser Reflexionen oder Durchlässigkeiten mit der ursprünglichen spektralen Verteilung (Strahlung) wird geänderte Strahlungsverteilung (Farbreizfunktion φ(λ)) genannt. Die geänderte Farbreizfunktion ist auf weniger Anteile des Lichtspektrums reduziert (subtraktiv = reduzierend), von der Strahlungsenergie wird etwas weggenommen.
Bedingt gleiche Farbfilter ergeben je beim Hintereinanderschalten mit einem weiteren Filter unterschiedliche Farbreize, während sich bedingt gleiche Farben (Strahlungen) bei additiver Farbmischung völlig gleich verhalten.

## Anwendungen

### Körperfarben
Oberflächen erscheinen in bestimmten Farben, da sie einen Teil des Lichtspektrums absorbieren (subtrahieren, abziehen) und nur bestimmte Lichtwellen reflektieren. Beispiel: Ein mit weißem Licht beleuchteter Körper erscheint rot, da seine Oberfläche nur den roten Anteil des Lichtes reflektiert, die übrigen Anteile aber absorbiert. Er würde auch rot aussehen, wenn er mit rotem Licht bestrahlt werden würde, da er rotes Licht reflektiert. Dementsprechend würde er aber schwarz aussehen, wenn er mit blauem Licht bestrahlt werden würde, da das blaue Licht von seiner Oberfläche absorbiert wird. Eine Körperfarbe erscheint stets schwarz, wenn sie weißes Licht vollständig absorbiert (da Oberflächen in der Regel nicht eben wie ein Spiegel sind, sondern in irgendeiner Weise rau, wird das reflektierte Licht gestreut, was den Farbreiz zusätzlich beeinflussen kann, dies ist aber kein Effekt der subtraktiven Farbmischung).

### Farbreproduktion

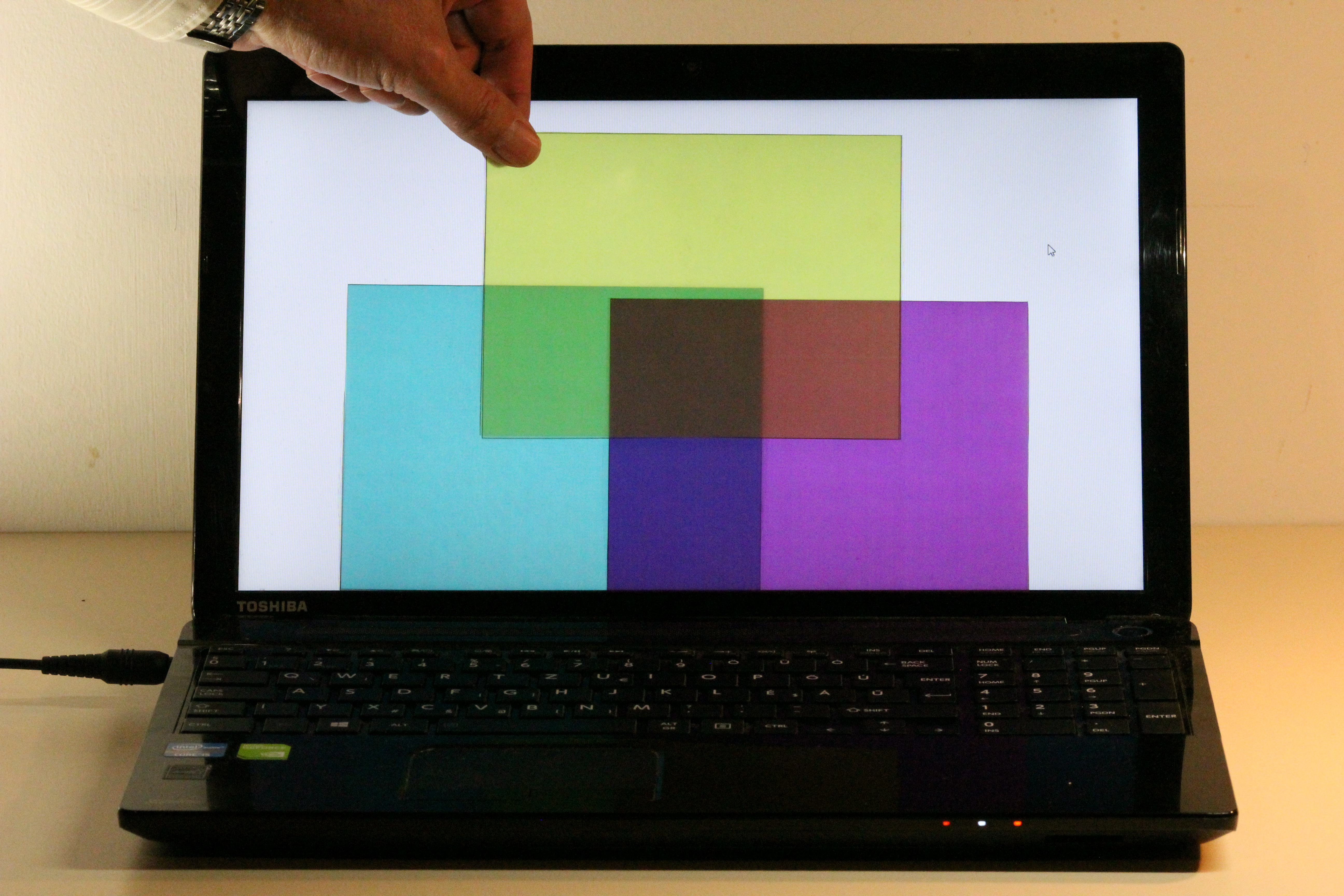
Cyan-, Magenta- und Gelb-Farbfilter

Im engeren Sinne versteht man unter subtraktiver Farbmischung auch die Reproduktion des Farbraumes durch geeignete Farbfilter, die durch Kombination und graduelle Abstufung dieser Filter erreicht wird. Die Erklärung beruht auf der Dreifarbentheorie, die besagt, dass sich jede Farbe durch Mischung dreier geeigneter Primärfarben reproduzieren lässt. Werden die Farbfilter Gelb, Magenta und Cyan mit neutralweißem Licht durchleuchtet, werden durch Absorption komplementärfarbige Spektralbereiche herausgefiltert. Beim gelben Filter wird zum Beispiel der blaue Bereich absorbiert. Das passierende Spektrum kann die blauempfindlichen Zapfen wenig oder kaum anregen und wird deshalb vom Auge als Gelb registriert. Der gelbe und der cyanfarbige Filter absorbieren zusammen den blauen und den roten Bereich. Der grüne Bereich, für den das Auge einen eigenen Zapfentyp besitzt, kann passieren. Wo der magentafarbige Filter dazukommt, wird die unbunte Farbe Schwarz wahrgenommen, denn er absorbiert den bisher noch durchgelassenen grünen Bereich. Außerhalb der Filter passiert das unbeeinflusste ursprüngliche Licht und verursacht im Auge die Wahrnehmung höchster Helligkeit, das heißt den Farbeindruck Weiß.
Die Farben der Filter, im Bild oben Gelb, Magenta und Cyan, werden als Primärfarben der subtraktiven Farbmischung, die erzeugten Farben als Sekundärfarben, hier Blau, Grün und Rot, bezeichnet.

#### Farbdruck und Fotos auf Papier

Simulation eines Farbdruckes mit in der Praxis gängigen Farben

Beim Drucken werden Cyan, Magenta und Gelb als transparente Farbschichten auf eine weiße Unterlage übereinander gelegt. Die Farbschichten wirken dabei als Farbfilter. Die Filterung findet zweimal statt: Das erste Mal, wenn das Licht von außen her die Farbschicht durchdringt, und das zweite Mal, nachdem es von dem weißen Untergrund reflektiert wurde und dann die Farbschicht von innen her erneut durchdringt, um wieder nach außen zu gelangen. Diese Technik wird im CMYK-Druck und bei Tintenstrahldruckern angewendet.
Auch beim farbigen Papierfoto liegen transparente Farbschichten, die den Konturen des Bildinhaltes folgen, auf weißer Unterlage übereinander.

#### Farbfilm
Bei den Farbfilmen liegen auf einem glasklaren Trägerfilm durchsichtige Farbschichten übereinander. Sie verändern das Farbspektrum des durchscheinenden Lichtes. Das Prinzip ist sowohl beim Negativfilm als auch beim Diafilm die subtraktive Farbmischung. Auf dem Negativfilm befinden sich die „negativen“ Farben, das sind die Komplementärfarben der im Folgeprozess auf dem Papierbild erzeugten „richtigen“ Bildfarben. Auf dem Diafilm werden bereits die „richtigen“ Bildfarben „gemischt“.